# بخش گرانده-رییر-دو-نورد
بخش گرانده-رییر-دو-نورد (به لاتین: Grande-Rivière-du-Nord Arrondissement) یک منطقهٔ مسکونی در هائیتی است که در شهرستان شمالی واقع شده‌است. بخش گرانده-رییر-دو-نورد ۲۰۴٫۵۳ کیلومتر مربع مساحت و ۶۴٬۶۱۳ نفر جمعیت دارد.